# Friedrich Mahler

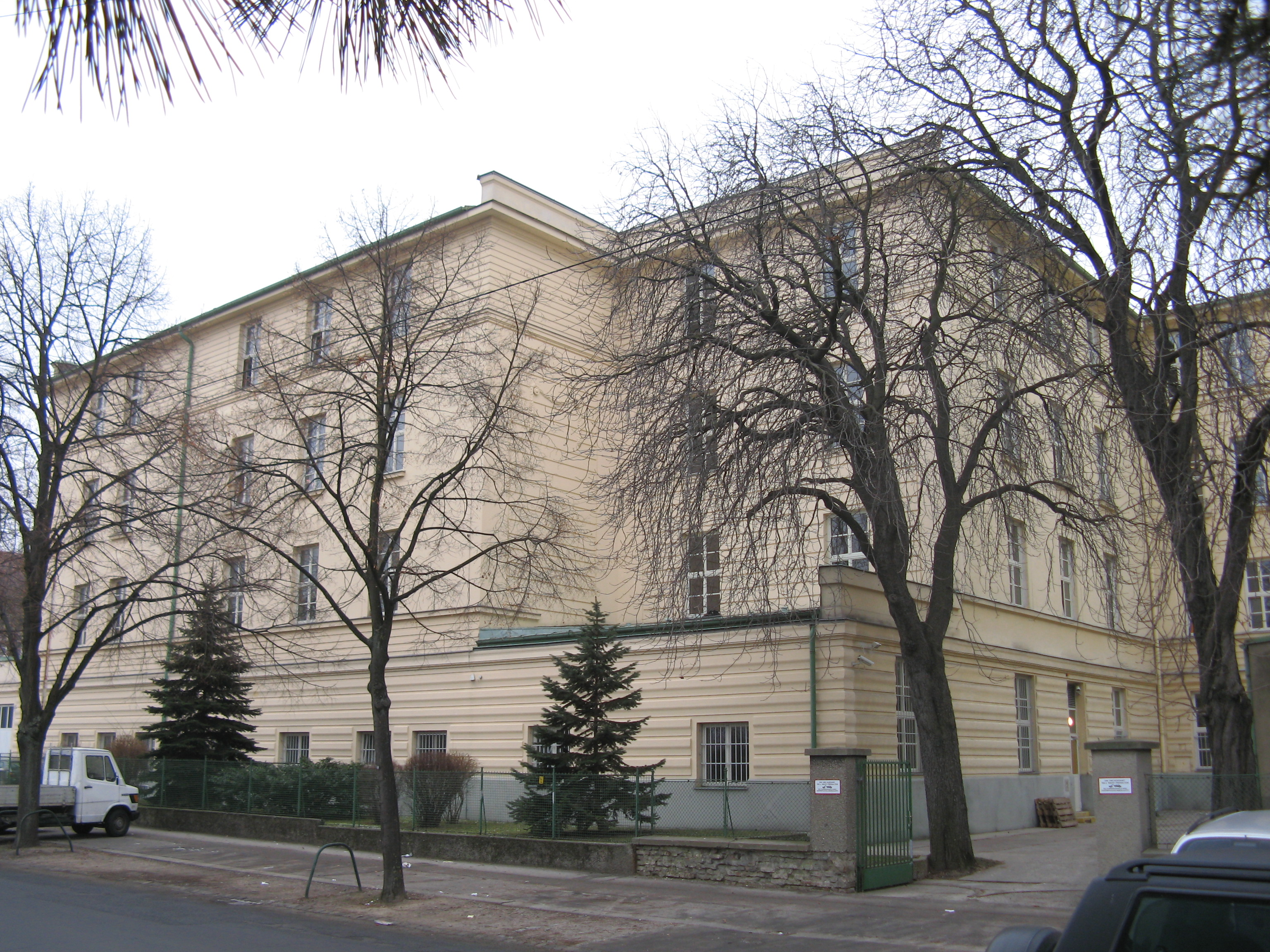
Ehemaliges Obdachlosenheim (1908), Kastanienallee 2, von Karl Krepp, Friedrich Mahler und Albrecht Michler

Friedrich Mahler (* 24. Januar 1878 in Wien; † 11. August 1948 in Traunkirchen) war ein österreichischer Architekt und Stadtbaumeister. Er ist nicht identisch mit einem Ingenieur Friedrich Mahler, der 1888 geboren wurde und für die Israelitische Kultusgemeinde gebaut hat.

## Leben
Friedrich Mahler besuchte die Bautechnische Abteilung der Staatsgewerbeschule in Wien, die er 1896 mit der Reifeprüfung abschloss. Danach arbeitete er zunächst praktisch, ehe er von 1901 bis 1904 an der Akademie der bildenden Künste Wien in der Meisterklasse bei Otto Wagner studierte. Hier lernte er den Mitschüler Albrecht Michler kennen, mit dem er zusammen, nach der Baumeisterprüfung 1905 eine gemeinsame Baukanzlei eröffnete, in die um 1910 auch noch Karl Krepp eintrat. Das Unternehmen war vor dem Ersten Weltkrieg erfolgreich an öffentlichen Gebäuden tätig. Nach dem Krieg ist lediglich ein Gebäude dokumentiert, das Mahler entworfen hat. Er siedelte sich 1932 in Traunkirchen in Oberösterreich an und legte 1939 seine Gewerbeberechtigung zurück. Nach Mahlers Tod hat seine Witwe den Betrieb in Wien wieder aufgenommen und weitergeführt.

## Bedeutung
Friedrich Mahler stand bei seinen frühen Entwürfen unter dem Einfluss der Schule Otto Wagners. Bei den gemeinsam mit Karl Krepp und Albrecht Michler ausgeführten öffentlichen Gebäuden ist der spezielle Beitrag Mahlers nicht mehr zu rekonstruieren. Das einzige von ihm allein entworfene Gebäude aus der Spätzeit zeigt die Gestaltungsmittel der Neuen Sachlichkeit.

## Werke
- Ausführung des Wiener Frauenheims, Frauenheimgasse 2, Wien 12 (1906), zusammen mit Karl Krepp und Albrecht Michler
- Asyl für Obdachlose, Kastanienallee 2, Wien 12 (1908), zusammen mit Karl Krepp und Albrecht Michler
- Baumeisterarbeiten der Zentralberufsschule, Mollardgasse 32, Wien 6 (1908–1912), zusammen mit Karl Krepp und Albrecht Michler
- Getreidespeicher (heute Hotel), Handelskai 269, Wien 2 (1911–1913), zusammen mit Karl Krepp und Albrecht Michler
- Miethaus, Am Modenapark 3, Wien 3 (1930)